# Anita Stukāne
Anita Stukāne z domu Balode (ur. 9 lutego 1954 w Kiesiu) – łotewska lekkoatletka startująca w barwach Związku Radzieckiego, specjalistka skoku w dal.

## Kariera sportowa
Zwyciężyła w skoku w dal w zawodach pucharu świata w 1979 w Montrealu. Zdobyła złoty medal w tej konkurencji na uniwersjadzie w 1979 w Meksyku.
Była mistrzynią Związku Radzieckiego w skoku w dal w 1979, wicemistrzynią w 1979, a także brązową medalistką w hali w 1979. Jej rekord życiowy w tej konkurencji wynosił 6,80 m (ustanowiony podczas uniwersjady 12 września 1979).
Ukończyła biologię na Uniwersytecie Łotwy.